# Against the Ice
Against the Ice ist ein Filmdrama von Peter Flinth, das im Februar 2022 im Rahmen der Filmfestspiele in Berlin seine Premiere feierte und Anfang März 2022 in das Programm von Netflix aufgenommen wurde. Der Abenteuerfilm basiert auf der Alabama-Expedition, zu der Ejnar Mikkelsens die Reiseerinnerungen Farlig tomandsfærd verfasst hat, die auf Englisch unter dem Titel Two Against the Ice erschienen sind.

## Handlung
Als der Leiter der dänischen Expedition Kapitän Ejnar Mikkelsen bei einer Weihnachtsfeier im Jahr 1909 seiner Mannschaft eine Karte zeigt, die er im Tagebuch eines Teilnehmers einer früheren Expedition nach Grönland gefunden hat, und von seinen Plänen erzählt, eine letzte Reise ins Eis zu unternehmen, die eigentlich nicht eingeplant war, sind seine Männer von dieser Idee nur wenig angetan. Mikkelsen würde nur zu gerne einen Beweis dafür finden, dass der Kanal, der angeblich Grönland teilt und die Ansprüche auf Teile der Insel durch die Vereinigten Staaten legitimieren würde, nicht existiert.

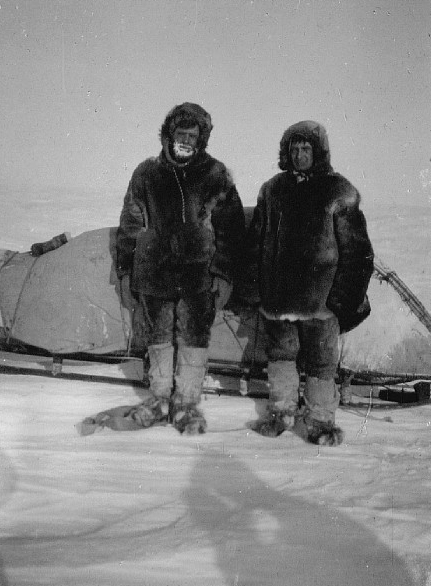
Mikkelsen und Iversen im Jahr 1910, einen Tag vor dem Beginn ihrer über zweijährigen Isolation

Da ihr Schiff, die Alabama, jedoch im Eis festhängt und nicht vor August des neuen Jahres ablegen kann, macht sich Mikkelsen in den ersten Märztagen gemeinsam mit dem Mechaniker Iver Iversen auf den Weg. Für ihn ist es der erste Ausflug ins Eis, und Mikkelsens Mannschaft war skeptisch, ob er mit den Wetterbedingungen und mit den Schlittenhunden klar kommt. Iversen war jedoch der einzige, der sich freiwillig gemeldet hat. Nicht immer können sie sich von den Hunden über das Eis ziehen lassen. Es gilt auch in kräftezehrenden Aktionen, einige Berge zu überwinden. Neben ihrem Proviant führen sie auch Futter für die Hunde mit sich, und nachts schlafen sie in ihren Zelten.
Nach einem Monat verlieren sie bei einem Unglück nicht nur Teile ihres Proviants, sondern auch Iversens Leithund Björn. Fast zwei Monate später finden sie endlich den im Tagebuch beschriebenen Steinhaufen und darin einen Brief, in dem die erfolglose Suche von Mylius-Erichsen und Høeg-Hagen nach dem Peary Channel dokumentiert ist. Dies ist der Beweis, dass Grönland eins ist und die USA keine Ansprüche haben. Sie machen sich auf den Rückweg. Die Hunde sterben einer nach dem anderen, und sie verfüttern ihre Kadaver an die übrigen. Nur sie selbst können von dem Fleisch nichts essen. Weil sie nicht wissen, ob sie ihr Ziel überhaupt erreichen, errichten sie einen neuen Steinhaufen, in dem sie das wichtige Dokument verstecken. Nach einem Eisbärenangriff haben sie nur noch einen Hund, und bald ist auch der letzte tot. Die letzten rund 200 Meilen müssen sie daher zu Fuß bewältigen.
Als sie nach einem halben Jahr endlich zurück sind, fehlt jede Spur ihrer Mannschaftskollegen. Aus Teilen der Alabama hatten sie jedoch eine Hütte für die Rückkehrer gebaut und Proviant für ein Jahr zurückgelassen. Weil sie davon ausgehen, dass ihre Retter sie nicht vor Sommer abholen werden, machen sie sich noch einmal auf den Weg, um die in Sicherheit gebrachte Nachricht zu holen, 200 Meilen hin, 200 Meilen zurück. Als sie sehen, dass während ihrer Abwesenheit doch jemand in ihrer Hütte war, um sie abzuholen, begreifen sie, dass sie ein weiteres Jahr auf eine Rettung warten müssen. Es ist 1911, und wieder verbringen sie ein einsames Weihnachten. Mikkelsen hat zunehmend Wahnvorstellungen, die auch für Iversen zur Gefahr werden.
865 Tage nach ihrem Aufbruch ins Eis kommen ihre Retter. Ihr Mannschaftsmitglied Jörgensen musste viel Überzeugungsarbeiten leisten, dass die Regierung ein weiteres Mal ein Schiff dorthin entsendete. Dänemark bereut die Entscheidung jedoch nicht, da nun der Beweis erbracht ist, dass Grönland ganz und gar ihnen gehört. Gemeinsam werden Mikkelsen und Iversen als große Entdecker ausgezeichnet.

## Produktion
Der Film basiert auf Ejnar Mikkelsens Reiseerinnerungen Farlig tomandsfærd, die auf Englisch unter dem Titel Two Against the Ice erschienen sind und die von Nikolaj Coster-Waldau und Joe Derrick für den Film adaptiert wurden. Coster-Waldau war in einem Antiquariat auf Mikkelsens Buch Farlig Tomandsfærd von 1955, so der Originaltitel, gestoßen und war von den Schilderungen des Polarforschers über die gefährliche Reise durch Grönland sofort erfasst. Regie führte Peter Flinth.

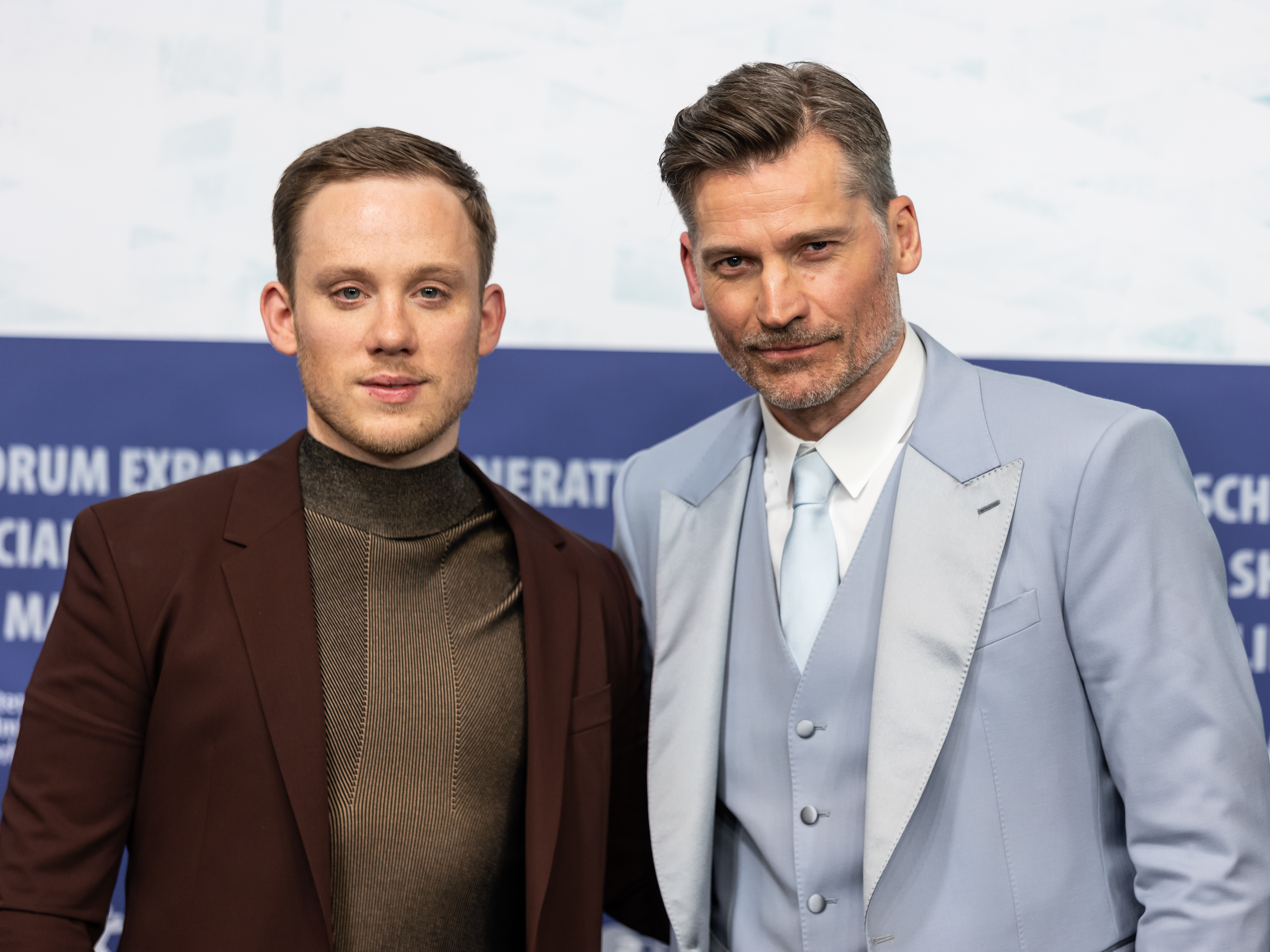
Die beiden Hauptdarsteller Joe Cole und Nikolaj Coster-Waldau bei der Berlinale 2022

Der Däne Coster-Waldau spielt in einer der beiden Hauptrollen zudem den Kapitän Ejnar Mikkelsen, der britische Schauspieler Joe Cole in der zweiten Hauptrolle den Mechaniker Iver Iversen. Gísli Örn Garðarsson spielt ihren Mannschaftskameraden Jörgensen, der sich für ihre Rettung einsetzt. Heida Reed ist in der Rolle von Mikkelsens Frau Naja zu sehen. Charles Dance spielt den dänischen Minister Neergaard.
Die Dreharbeiten fanden im Isländischen Hochland und auf Grönland statt und wurden im Januar 2021 beendet. Als Kameramann fungierte Torben Forsberg.
Die Filmmusik komponierte Volker Bertelmann. Das Soundtrack-Album mit insgesamt 28 Musikstücken wurde am 4. März 2022 von Maisie Music Publishing als Download veröffentlicht.
Die erste Vorstellung fand am 15. Februar 2022 im Rahmen der Filmfestspiele in Berlin statt. Am 2. März 2022 wurde der Film in das Programm von Netflix aufgenommen.

## Rezeption
Der Film stieß bislang auf ein geteiltes Echo.
Als „über weite Strecken spannend“, bewertet den Film das Redaktionsnetzwerk Deutschland. „Viel zu glatt und nur selten mitreißend“, heißt es dagegen auf Filmstarts. Der Stern schreibt, Against The Ice bringe „eigentlich alles mit, was ein spannender Abenteuerfilm braucht“, trotzdem könne er „nicht überzeugen“.

## Synchronisation
Die deutsche Synchronisation entstand nach einem Dialogbuch von Ruth Deny und der Dialogregie von ihr und Johannes Deny im Auftrag der FFS Film- & Fernseh-Synchron GmbH, München.
| Rolle           | Darsteller            | Synchronsprecher |
| --------------- | --------------------- | ---------------- |
| Ejnar Mikkelsen | Nikolaj Coster-Waldau | Manou Lubowski   |
| Iver Iversen    | Joe Cole              | Benjamin Krause  |
| Jörgensen       | Gísli Örn Garðarsson  | René Oltmanns    |
| Naja            | Heida Reed            | Maren Rainer     |
| Neergaard       | Charles Dance         | Leon Rainer      |
| Bessel          | Ed Speleers           | Benedikt Weber   |
| Laub            | Sam Redford           | Thomas Birnstiel |